# Paulo de Oliveira (football)
Paulo César de Oliveira (né à Cruzeiro, le 16 décembre 1973) est un arbitre brésilien de football, qui débuta en 1997 et est international depuis 1999.

## Carrière
Il a officié dans des compétitions majeures :
- Coupe du monde de football des moins de 17 ans 2001 (2 matchs)
- Super Championnat de São Paulo de football 2002 (finale retour)
- Championnat du Brésil de football D2 2002 (finale retour)
- Tournoi Rio-São Paulo de football 2002 (finale retour)
- Coupe du Brésil de football 2003 (finale retour)
- Jeux panaméricains de 2007 (2 matchs dont la finale)
- Championnat du Minas Gerais de football 2008 (finale aller)
- Championnat du Sergipe de football 2009 (finale retour)
- Championnat du Minas Gerais de football 2009 (finale aller)
- Championnat de São Paulo de football 2010 (finale aller)
- Championnat du Goiás de football 2011 (finale retour)
- Championnat du Minas Gerais de football 2011 (finale aller)
- Recopa Sudamericana 2013 (match retour)